# Site paléontologique de Cerin
Le site paléontologique de Cerin est un gisement de fossiles du massif du Jura, situé à Cerin, un hameau de la commune de Marchamp dans l'Ain. Il est d'une étonnante diversité et de réputation internationale.
Le gisement est situé sur ce qui était une lagune tropicale vers la fin de l'étage du Kimméridgien (Jurassique supérieur. Il est daté de la biozone à Pseudomutabilis, dont l'équivalent dans le domaine méditerranéen est la biozone à Eudoxus, datée d'environ 153 Ma (millions d'années),.

## Situation
Le site paléontologique est situé à Cerin, un hameau de la commune de Marchamp, dans l'Ain. C'est un village du Bugey situé à 560 m d'altitude et qui se trouve à 20 km de Belley, 75 km de Lyon, 80 km de Grenoble et 90 km de Genève.

## Le calcaire lithographique

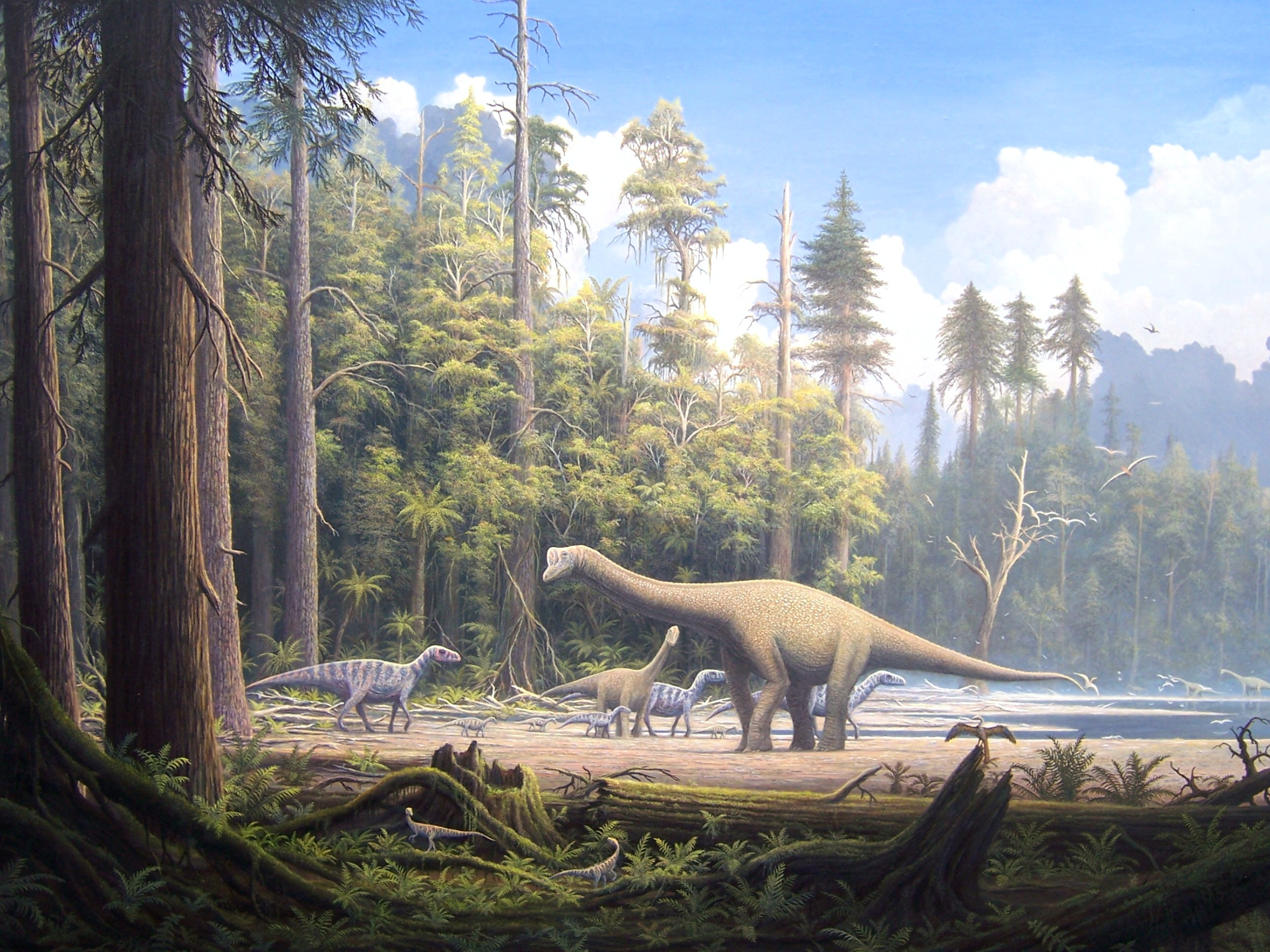
Vue d'artiste:
une lagune du temps des dinosaures.

Cerin était connu à la fin du XIXe siècle pour la qualité de son calcaire lithographique. En effet, la région était, au Jurassique supérieur, une lagune tropicale. Le calcaire lithographique se forme par la sédimentation d'une boue carbonatée très fine déposée au fond d'une lagune il y a environ 153 millions d'années. Ces sédiments se disposent en strates.
L'exploitation de la carrière, à partir de 1835, pendant l'âge d'or de la lithographie, avait permis de découvrir périodiquement des empreintes d'animaux et de plantes préhistoriques fossilisés dans la roche. La paléontologie en était à ses débuts et ces trouvailles restaient méconnues.

## Découverte du site

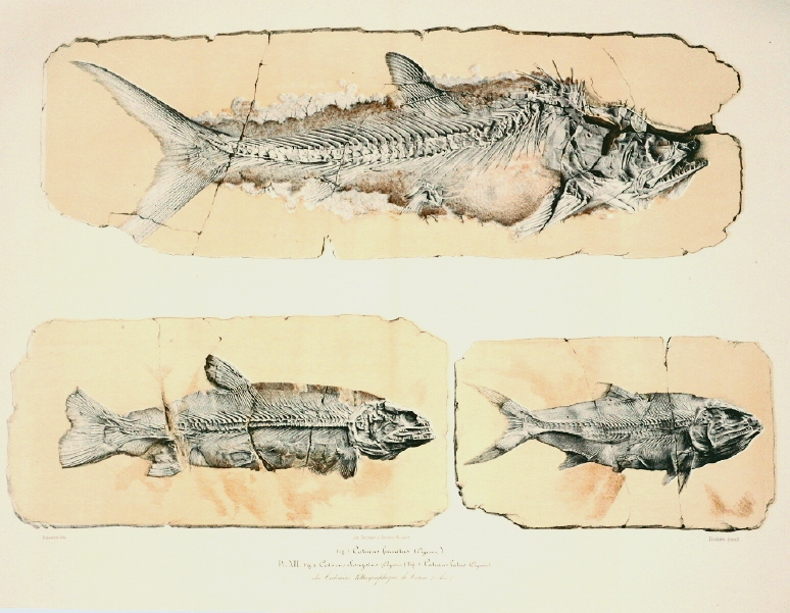
Une planche lithographiée des « Descriptions des poissons fossiles provenant des gisements coralliens du Jura dans le Bugey », de Victor Thiollière.

En 1838, grâce à l’ingénieur Aimé Drian, amateur passionné de géologie, et de géologues lyonnais, dont Victor Thiollière, on découvre ces fossiles et l'existence du gisement paléontologique de Cerin est révélée au monde scientifique. Le gisement acquiert une réputation internationale et rivalise avec celui de Solnhofen, en Bavière. Jusqu'à sa mort, Victor Thiollière ne cessa alors de rassembler et d'étudier un maximum de fossiles issus du site et ce fut, en grande partie, grâce à l’étude des fossiles de Cerin qu'il fut reconnu dans le monde de la paléontologie.
Ses travaux ont démontré la similitude des calcaires lithographiques de Cerin et de Solnhofen.
Il décrivit de nombreuses nouvelles espèces de poissons. Il publia en 1854 la première partie de sa « description des poissons fossiles provenant des gisements coralliens du Jura dans le Bugey », mais mourut avant la publication de la seconde partie, les descriptions et les planches lithographiques étant achevées.

## La fouille du site

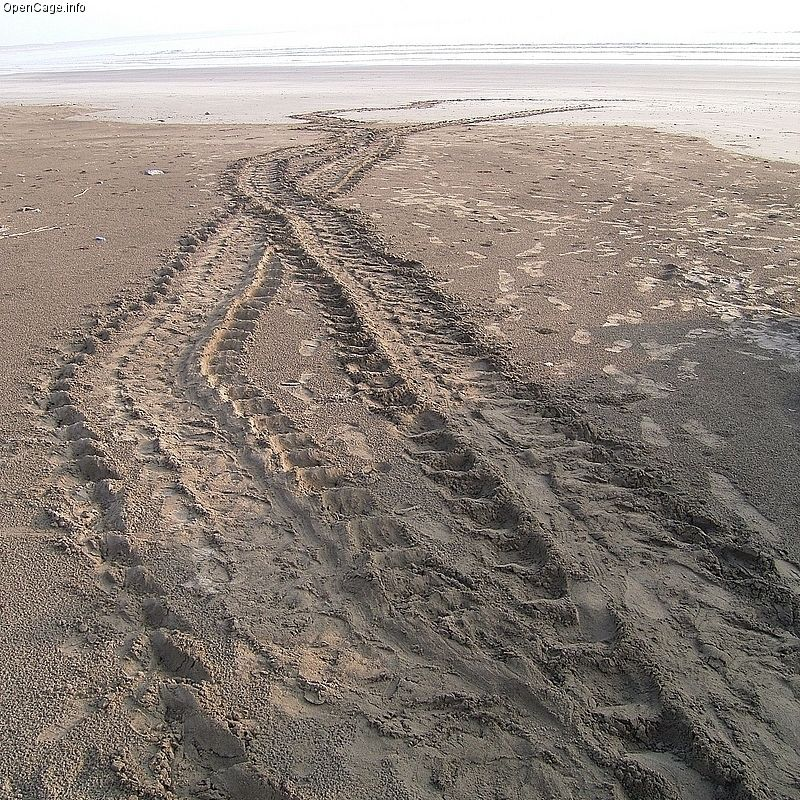
Piste de tortue sur une plage du Japon.

La fouille de ce site du Kimméridgien supérieur (Jurassique supérieur, environ - 153 Ma), de 1975 à 1995, a représenté une opération unique en son genre et de haut niveau technologique. Dirigée par des géologues de l’université Claude-Bernard à Lyon, elle a nécessité du gros matériel de travaux publics.
Cette opération a permis la récolte d'algues, fougères, conifères, mollusques, oursins, étoiles de mer, crustacés, reptiles, poissons, ainsi que des traces de tortues et de reptiles.
Une étude minutieuse a permis de déterminer l’époque et la nature du site (une lagune tropicale datant d’environ 153 millions d’années) et de comprendre les causes de cette fossilisation exceptionnelle.
Il a été découvert à Cerin, inscrit dans la pierre, une piste de tortues géantes du Jurassique supérieur, actuellement unique au monde.

## Le processus de fossilisation à Cerin

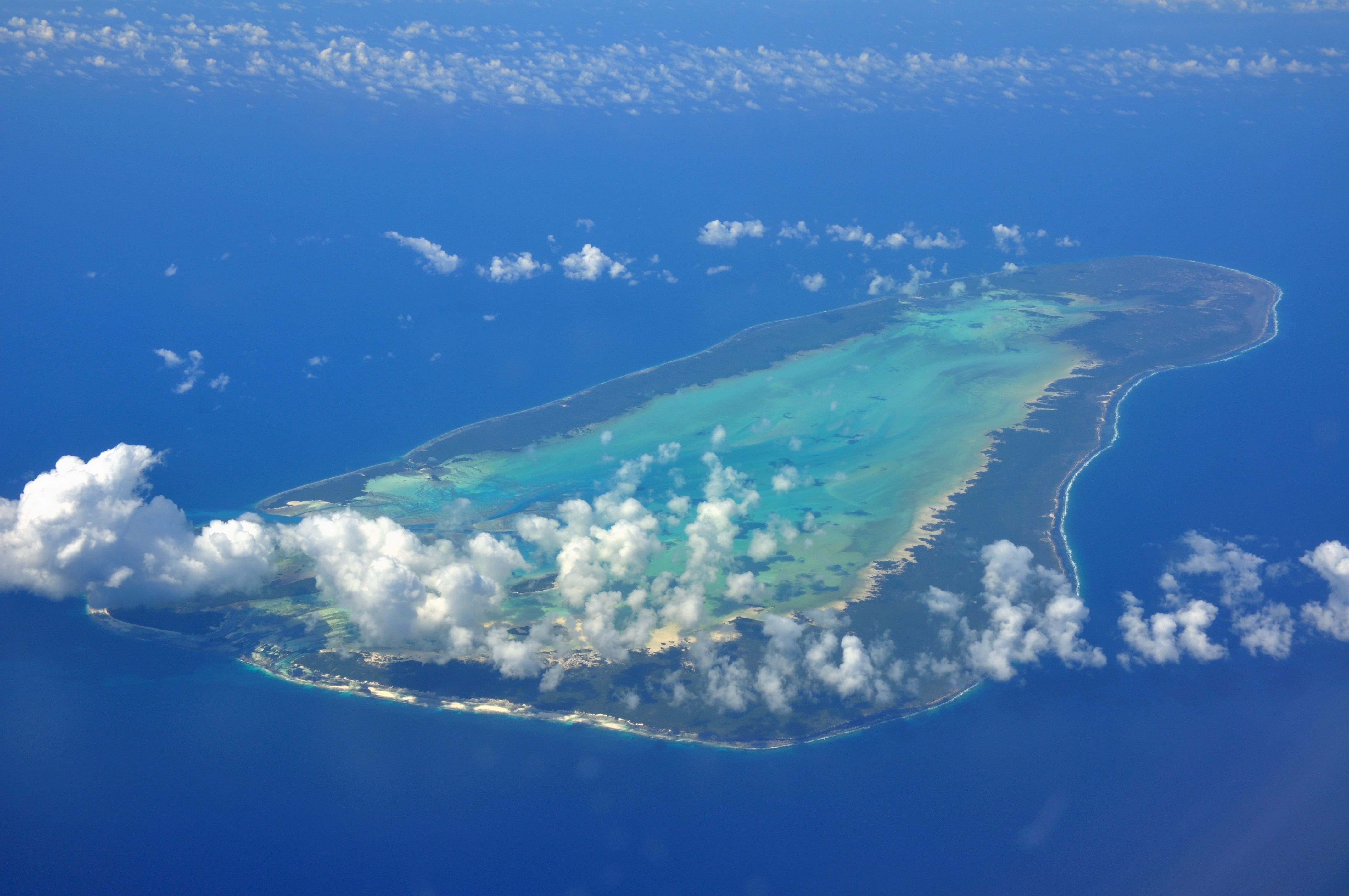
Image aérienne de l'île d'Aldabra et de son lagon.

Pour comprendre le processus de fossilisation à Cerin, les scientifiques sont partis en expédition dans l’océan Indien, sur l’île d’Aldabra, pour observer un processus de fossilisation identique à celui qui s'est produit sur le site et dont voici les phases :
Il y a 153 millions d’années, le climat était tropical. La lagune ne communiquant que très difficilement avec la haute mer, l’évaporation était intense. Les animaux terrestres qui s’aventuraient sur le bord de la lagune laissant leurs empreintes dans une boue qui séchait rapidement.
En cas de tempête, des masses d’eau salées importantes, chargées en boue, en débris de végétaux et en animaux vivants ou morts, pénétraient dans la lagune; de l'eau douce, apportées par la pluie et le ruissellement, entraînait également des particules fines en grande quantité. Quand le calme revenait, les fines particules de sédiments se déposaient en une couche régulière qui tapissait le fond et recouvrait débris et empreintes.
Cette couche donnait alors naissance à un banc de calcaire lithographique.
Quand l’évaporation faisait à nouveau baisser le niveau de l’eau, celle-ci devenait sous-oxygénée et sur-concentrée en sels, ce qui entraînait la mort de nombreux êtres vivants, tout en protégeant leurs cadavres des charognards. Les tapis microbiens, qui prospéraient, recouvraient les cadavres et les débris végétaux, facilitant leur conservation sous forme de fossiles.

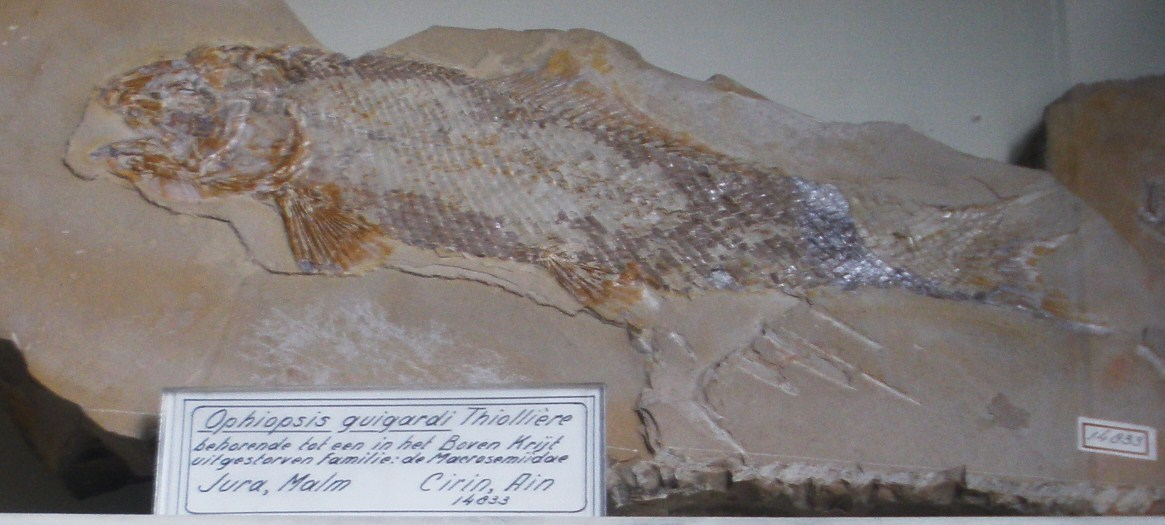
Ophiopsis guigardi
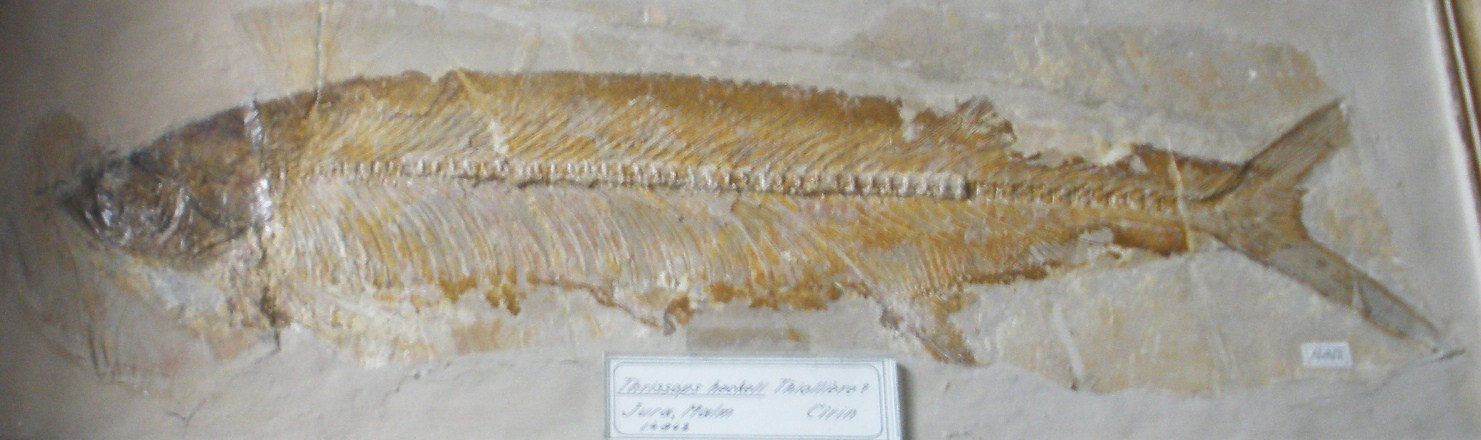
Thrissops henkeli
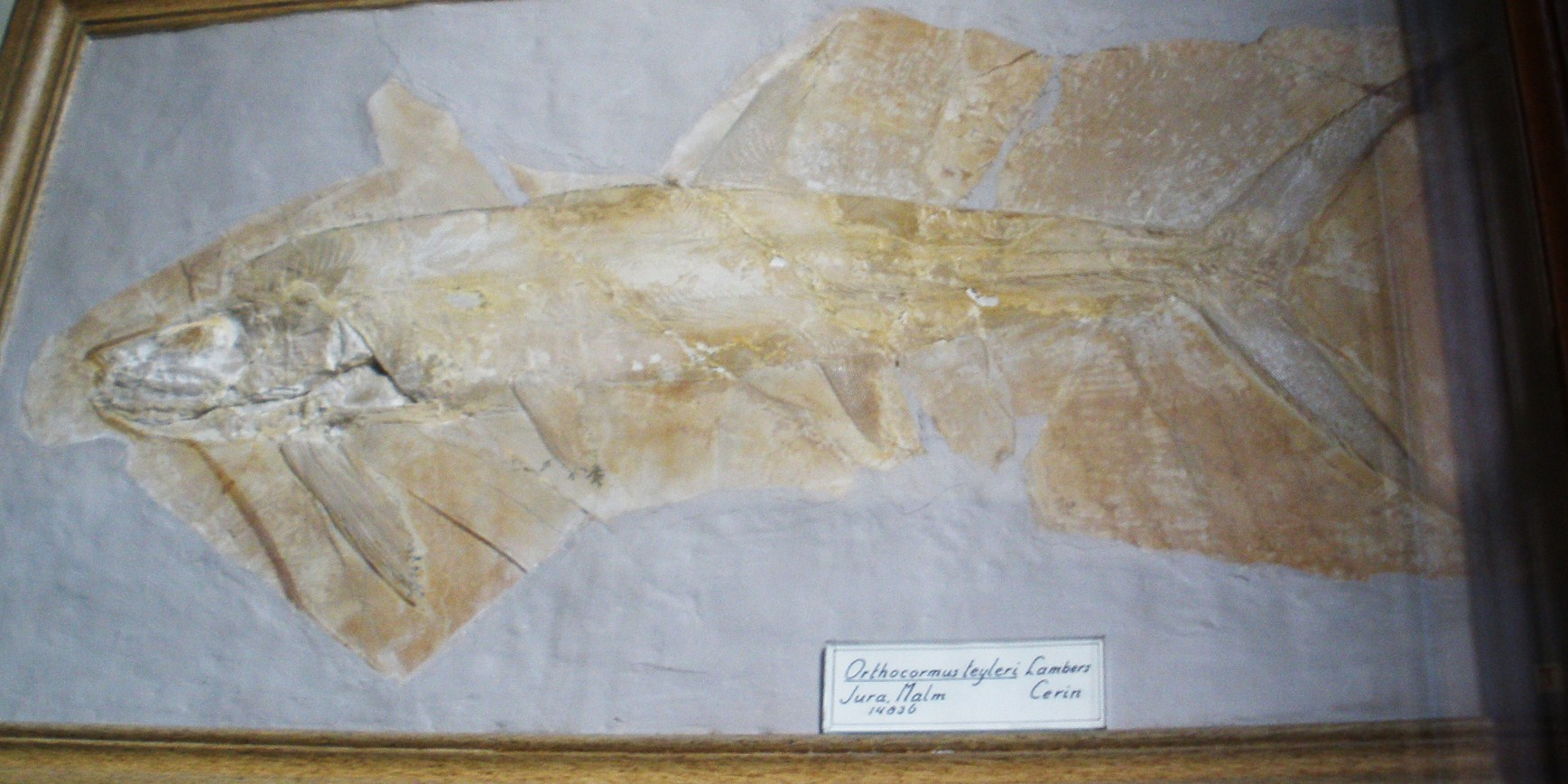
Orthocormus teyleri
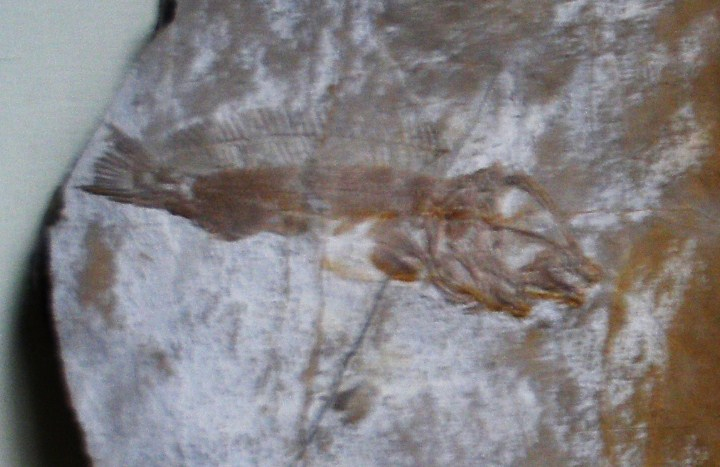
Macrosemius dumortieri
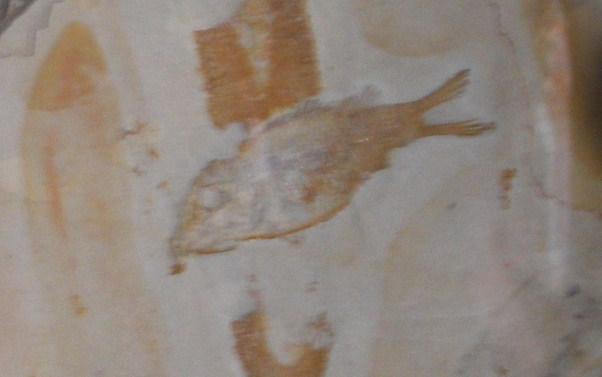
Notagogus cf. imimontis

## La faune fossile de Cerin
La fossilisation exceptionnelle sur le site de Cerin a permis la découverte de fossiles appartenant à de nombreuses espèces. Des animaux à corps mou, qui ne sont généralement pas fossilisés, ont été retrouvés, comme plusieurs cas rarissimes de méduses fossile, appartenant à trois espèces différentes. La faune d'échinodermes est très abondante, représentés par des oursins, des étoiles de mer et des crinoïdes. Parmi les autres invertébrés, les mollusques (gastéropodes, bivalves, ammonites et bélemnites) sont rares, et les arthropodes représentés par quelques espèces de décapodes.
Les poissons sont représentés par plus de 50 espèces différentes, dont la plupart appartiennent aux actinoptérygiens. Les requins et les raies sont représentés par quelques genre de petite taille. Une seule espèce de poisson à nageoire charnue est connue, Holophagus cirinensis. Cette faune très moderne est le reflet d'une explosion radiative des poissons à nageoires rayonnées au Jurassique supérieur.
Les reptiles sont également abondants, avec des tortues (Idiochelys et Eurysternus), des rhynchocéphales (Euposaurus, Homeosaurus, Leptosaurus, Sapheosaurus, et une espèce marine: Pleurosaurus) qui sont de proches parents des lézards, et plusieurs petits crocodiles terrestres de la famille des atoposauridés (Atoposaurus, Alligatorellus, Alligatorium) ainsi que le genre Crocodilaemus. Aucun dinosaure n'a été découvert sur le site, en revanche des restes d'un ptérosaure rattaché au genre Pterodactylus ont été retrouvés.

## Musées
- Le musée des Confluences expose 24 fossiles issus de Cerin, dont certains trouvés par Victor Thiollière.
- Le musée paléoécologique de Cerin
- Le muséum des sciences naturelles de Belgique expose des moulages de fossiles issus du site de Cerin.
- Le musée Teyler à Haarlem (Pays-Bas) expose des fossiles issus de Cerin.